# IATI Seguros
IATI Seguros es una correduría o agencia de seguros con una larga tradición, asociada a cuatro generaciones de la familia Calzado, quienes fueron los directores en España de las compañías de seguros británicas London & Lancashire, Standard Life, Sun Life y Standard Marine desde 1885.
Muy ligados al sector asegurador de la industria textil catalana durante el siglo XIX y XX, se expandieron por toda España tras finalizar la Guerra Civil, destacando como directores de compañías de seguros inglesas en España.
En 2000,  la correduría familiar "Calzado Desvalls Correduría de Seguros SL" se asoció con Goudse Verzekeringen para los seguros de viajes, siendo su nombre comercial ISIS que posteriormente se transformó en IATI Seguros al retirarse la Compañía Goudse Verzekeringen de la actividad. Fue entonces cuando se refundó la compañía con el nombre de “IATI Calzado Correduría de Seguros SL”, y se especializaron inicialmente en el sector de viajes.

Ante el reto digital, IATI ha sido una de las empresas de seguros pioneras en incorporar su experiencia al ámbito de internet y a la globalización.

## Historia
El comienzo asegurador de la familia Calzado, se remonta a mediados del siglo XIX cuando Melquiades Calzado Merino emigró a París, donde trabajó como agente de cambio y bolsa y posteriormente como representante de compañías inglesas de seguros asociado con Ernst Noble y Barber, quien fuera suegro del poeta Juan Maragall.
Tras el matrimonio de Melquíades Calzado con Mercedes Barret, hija de Francisco Barret y Druet, Decano del Colegio de Abogados de Barcelona, se trasladaron a Barcelona, donde prosiguieron como aseguradores, ya que les unía una profunda amistad a Ernst Noble.  Sus primeras oficinas se establecieron en la Plaza de Cataluña nº 13, y como directores de compañías de seguros británicas, fueron los aseguradores de las principales fábricas del textil catalán. Muchos de los poemas de Joan Maragall se escribirían con el papel timbrado de la London&Lancashire.
Inicialmente volcados al seguro de vida, a raíz del incendio y destrucción de la fábrica Mata y Pons  durante la noche del 30 de octubre de 1908 y coincidiendo con la parada de Alfonso XIII en la colonia Pons, crearon el seguro de incendios.
La continuidad de la labor aseguradora, tras el fallecimiento de Ernst Noble y Melquiades Calzado, pasó a su hijo Francisco de Asís Calzado Barret quien trasladó las oficinas a la Rambla de Cataluña 61 esquina a la calle Aragón. Poco a poco Francisco de Asís fue desarrollando una actividad paralela en representación de compañías de seguros marítimas como la Yangtse Ins.Co., la Union AA. Society of Canton, la British Trader´s Ins. Co. Ltd. y la Norske Alliance, que no trabajaban en España y que precisaban la  tramitación y pago de las averías detectadas a la llegada de las mercancías a los distintos puertos españoles. 
Tras el incendio de los almacenes “El Siglo” de las Ramblas, ocurrido en 1932, se perfeccionó el Seguro de Incendios. A partir de entonces se reuniría el Círculo de Aseguradores de Barcelona para estudiar junto con el servicio de bomberos todos los pormenores de los accidentes y mejorar los sistemas de extinción y la prevención.
Del seguro de incendios pasaron al seguro de accidentes, del que estaban excluidos, en un primer momento, las personas cuyo consumo abusivo de alcohol era conocido, las mujeres y los deportes de riesgo. Tras la Guerra Civil, y el comienzo de los viajes por avión, los Calzado también fueron pioneros en España al atreverse con los incipientes seguros de la aviación civil.
Debido a su experiencia, Francisco de Asís Calzado Barret, fue requerido para formar parte de un grupo asegurador que debía redactar las primeras leyes sobre el seguro, actividad que continuó en años posteriores. Por el  conocimiento del sector de los seguros en las fábricas textiles fue nombrado director general de la Mutua Catalana de Incendios y Accidentes, integrada por la mayoría de los fabricantes textiles catalanes. Esta  actividad la desarrolló con la colaboración de su hijo Melquiades Calzado de Castro, en paralelo a la dirección para España de The London & Lancashire y la dirección de Seguros Madrid SA.
Posteriormente, y con la entrada en vigor del Seguro de la Carta Verde Internacional para automóviles, las compañías inglesas representadas por Francisco de Asís, solicitaron que atendiera a los primeros turistas ingleses que visitaban España. Ésta obligaba a todos los vehículos extranjeros que circulaban fuera de su país a contratar un seguro. 
Francisco de Asís, inmerso en numerosas responsabilidades del sector asegurador además de la dirección de la Compañía de Seguros Madrid SA, encomendó a su hijo Juan Ángel dicha responsabilidad. En el año 1962 empieza la actividad profesional de Juan Ángel Calzado de Castro como Comisario de Averías o representante de compañías extranjeras para siniestros de automóviles cubiertos por la Carta Verde Internacional. 

## Fusión de las compañías británicas
Además de directores de las distintas compañías británicas o de intermediarios en caso de siniestros, los corredores de la familia Calzado colaboraron en seguros y reaseguros como Alliance, Commercial Union, Guardian, Liverpool London & Lancashire, Globe, Northern, Pearl, Royal y Sun, la Adriática de Trieste, la Báltica de Copenhague, la Nationale y L´Unión de París; la Federale de Zúrich y La Unión y el Fénix de Madrid. 

La Norwich Unión, actual rama británica de la compañía Aviva, tras la Guerra Civil, decidió liquidar su delegación en España. Fueron los representantes de la familia Calzado quienes se ocuparan de la liquidación . 
En 1961 la Compañía The London & Lancashire, que en 1962 celebraría su centenario,  se fusionó con Royal Insurance.  La integración de la delegación española en el grupo Royal se retrasó, siendo la oficina de Barcelona de  The London & Lancashire la última en fusionarse. 

Cuando en 1965 falleció Francisco de Asis Calzado Barret, sus hijos Melquiades y Juan Ángel Calzado de Castro fueron confirmados Directores para España de la Compañía The London & Lancashire, que se fusionó definitivamente con la Compañía Royal Insurance. A partir de ese momento Melquiades Calzado de Castro sucedió a su padre en la dirección de Mutua Catalana de Incendios y Accidentes, y de la Compañía de Seguros Madrid, S. A., además de continuar con la cartera de seguros de su padre.

Por su parte, Juan Ángel Calzado de Castro,  que ya tenía su propia Correduría de Seguros, creó la Sociedad Juan A. Calzado Comisariado de Averías, S. A., desarrollando esta actividad con la representación de numerosas compañías extranjeras en España, para la tramitación de siniestros de automóviles. 
 Posteriormente amplió la empresa creando una sociedad en Portugal y otra en Marruecos. La intervención y gestión de esta empresa en el trágico accidente del Camping de Los Alfaques, en San Carlos de la Rápita, le valió a su director Juan Ángel Calzado de Castro, la condecoración más importante del Gobierno Belga concedida por Su Majestad el Rey en 1982 “La décoration civile d´Officier De L´ordre De Leopold”.

## IATI  Calzado Correduría de Seguros, S. L.
Posteriormente la Correduría de seguros de Juan Ángel Calzado de Castro, se convirtió en la correduría familiar “Calzado Desvalls Correduría de Seguros, S. L”. En el año 2000 Alfonso Calzado Desvalls, desarrolló el área de seguros de viaje para  los carnets de estudiantes  gracias al acuerdo que  consiguió con Goudse Verzekeringen. El  nombre comercial de este seguro de viajes, fue ISIS,  que posteriormente pasó a nombre de IATI al retirarse la Compañía Goudse Verzekeringen de esta actividad aseguradora.

Al ser correduría de seguros, IATI negocia con las grandes compañías de seguros del sector, ARAG y ERV. IATI Seguros destaca entre los seguros de viajes, aunque también cuentan con seguros de salud, hogar, vida, vehículos y responsabilidad civil.
La Organización de Consumidores y Usuarios (OCU), en su informe de 2009,  los recomendaba, así como la Red española de Albergues Juveniles.

## Enlaces relacionados
- Web IATI Seguros

- Datos: Q48796592